# Mayet (Sarthe)
Mayet é uma comuna francesa na região administrativa do País do Loire, no departamento de Sarthe. Estende-se por uma área de 5.70 km². Em 2010 a comuna tinha 153 habitantes (densidade: 26,8 hab./km²).